# Rotte (Militär)

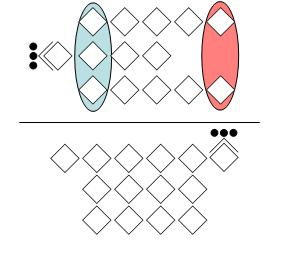
Rotten (im Bild senkrecht) in Marschordnung (oben, Ausrichtung nach links) und in Linie (unten, Ausrichtung nach oben) (die auf die Spitze gestellten Quadrate symbolisieren die Soldaten, das Quadrat hier mit den drei Punkten steht für den Zugführer); eine volle Rotte ist blau markiert, eine blinde Rotte rot; eine waagrechte Reihe in der unteren Bildhälfte stellt jeweils ein Glied dar.

Außer als Bezeichnung für Kleinverbände in der militärischen Luft- und Schifffahrt sowie als Einzelbegriff Alarmrotte (siehe Rotte (Luftfahrt)) wird der Begriff Rotte im deutschen Militär heute nur noch für neben- oder hintereinander stehende Soldaten in angetretenen geschlossenen Einheiten benutzt.
In der dreigliedrigen Antreteordnung der Bundeswehr werden bei in Linie angetretenen Formationen jeweils die drei hintereinander stehenden Soldaten als Rotte bezeichnet. In der Marschordnung besteht eine Rotte aus den nebeneinander stehenden Soldaten. Rotten, die aus weniger als drei Soldaten bestehen, werden als blinde Rotte bezeichnet. In der Marschordnung haben blinde Rotten stets zwei Soldaten, die außen gehen, der Mittelplatz bleibt frei. Stehen in einer Rotte Soldaten einer Dienstgradgruppe oder Verwendung zusammen, wird auch von Unteroffizierrotten oder Ausbilderrotten usw. gesprochen. Davon abweichend werden der Fahnenträger und seine beiden Fahnenbegleiter nicht als Rotte angesprochen, auch wenn sie in der Marsch- oder Exerzierordnung nebeneinander marschieren. Die Gegenbegriffe zur Rotte sind bei der Linienformation das Glied (die nebeneinander stehenden Soldaten) und bei der Marschordnung die Reihe (die hintereinander marschierenden Soldaten).
In den taktischen Körpern der Infanterie früherer Schlachtordnungen wurden die hintereinander stehenden Soldaten als Rotte bezeichnet. Die griechische Phalanx hatte gewöhnlich eine Rottentiefe von 6, 8 oder 12 Mann. Der Grundgedanke, Infanterieformationen nach Rotten zu bilden, wurde mit dem erneuten Aufkommen der Infanterie im 15. Jahrhundert wieder aufgenommen. Ab dem 18. Jahrhundert verlor die Rotte in den Schlachtordnungen die Bedeutung und wurde durch die Ordnung nach Gliedern ersetzt.

In der Waffen-SS im Deutschen Reich von 1934 bis 1945 war der SS-Rottenführer als höchster Rang der Dienstgradgruppe der Mannschaften von dem Begriff Rotte abgeleitet.